# Virola sebifera
Virola sebifera är en tvåhjärtbladig växtart som beskrevs av Jean Baptiste Christophe Fusée Aublet. Virola sebifera ingår i släktet Virola och familjen Myristicaceae. Inga underarter finns listade i Catalogue of Life.

## Bildgalleri

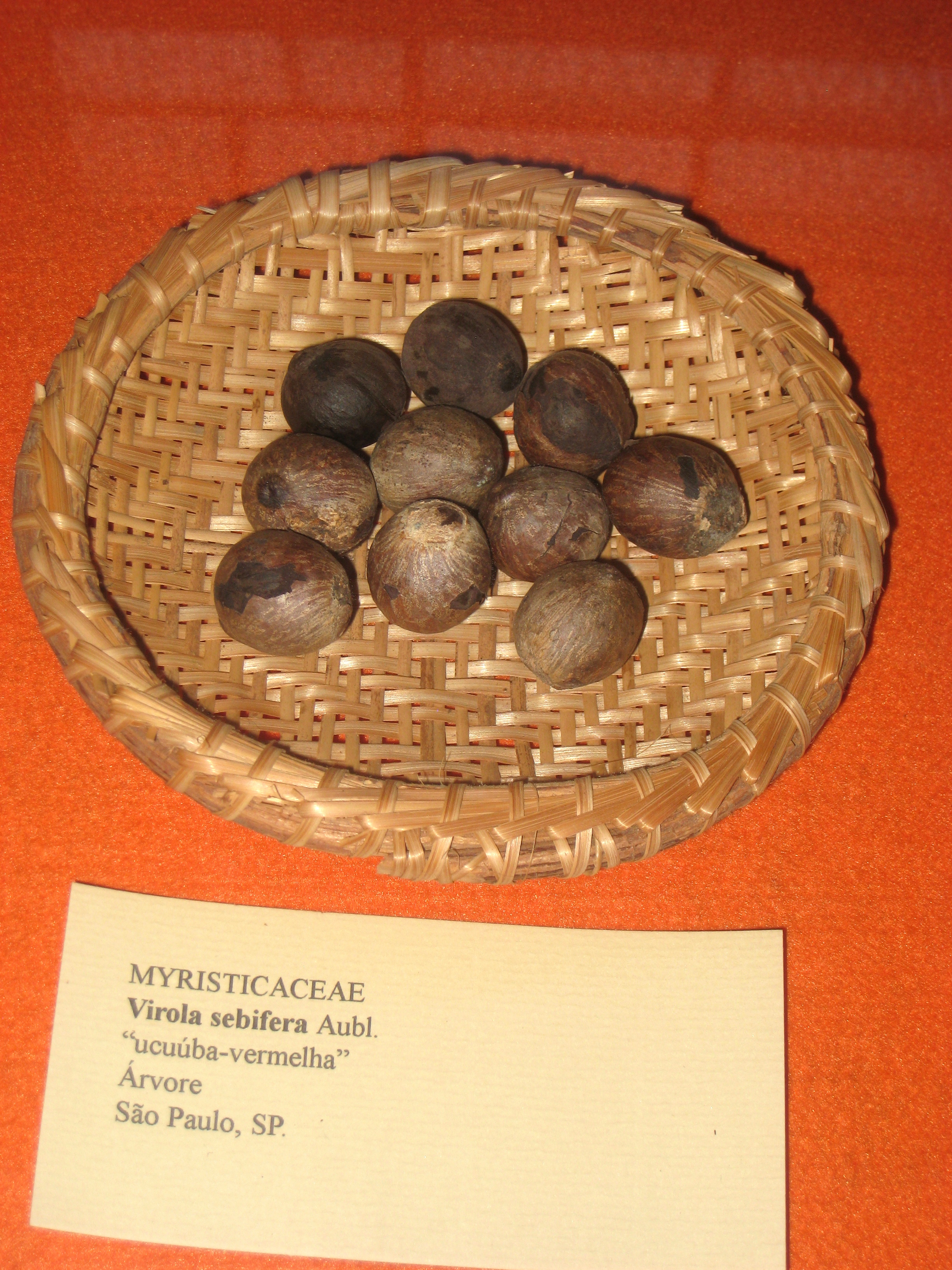